# Escarcha de verano
An Early Frost (en español: Una helada temprana), en Hispanoamérica Diagnóstico fatal: SIDA y en España Escarcha de verano, es un telefilme estadounidense de 1985, dirigida por John Erman. Fue la primera película importante que trata sobre el VIH/sida, se estrenó cuando la serofobia era inmensa debido al desconocimiento sobre el virus de la inmunodeficiencia humana y un diagnóstico seropositivo suponía una sentencia de muerte porque no existían los antirretrovirales.
Transmitida por la importante cadena de televisión NBC el 11 de noviembre de 1985, fue vista por 34 millones de hogares en su emisión inicial, el programa de mayor audiencia de la noche. Fue un gran avance en la cultura de masas, ya que fue la primera vez que un público de ese tamaño vio una película sobre un hombre gay que tenía sida, que hasta entonces se consideraba una enfermedad de la homosexualidad.

## Trama

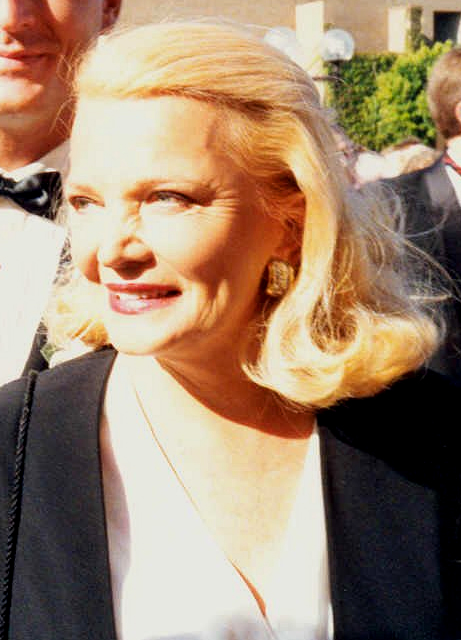
Gena Rowlands interpretó a la madre del protagonista.

Michael Pierson, un abogado de Chicago, sufre un ataque de tos fuerte en el trabajo y es trasladado de urgencia al hospital. Allí su médico le informa que ha sido diagnosticado con VIH y en su casa recibe otra noticia devastadora; su pareja le confiesa haber sido infiel. Un furioso Michael corta la relación y viaja con su familia.
En la casa de sus padres, Michael decidirá si logra salir del armario y les informará que es seropositivo. Descubrirá la cruel serofobia, las peligrosas complicaciones de la enfermedad y a la compasiva gente involucrada, intentando así, sobrellevar su vida de la mejor manera.

## Elenco
- Aidan Quinn es Michael Pierson, un joven abogado gay.
- Gena Rowlands como Katherine Pierson, la madre de Michael. Ella es una profesora de piano.
- Ben Gazzara como Nick Pierson, el padre de Michael. Él es homofóbico y propietario de un aserradero.

### Papeles secundarios
- Sylvia Sidney es Beatrice McKenna, la abuela de Michael y madre de Katherine.
- Sydney Walsh como Susan Maracek, la hermana de Michael.
- Terry O'Quinn es el Dr. Redding, un infectólogo que le da el diagnóstico a Michael e intenta eliminar la serofobia.
- John Glover como Victor Mitado, un paciente gay en etapa terminal y al que Michael conoce en su internación por toxoplasmosis.
- Bill Paxton es Bob Maracek, el cuñado de Michael y marido de Susan. Trabaja en el aserradero de Nick.
- D. W. Moffett como Peter Hilton, el novio de Michael.

## Producción
Antes de elegir a Erman se pensó en Paul Newman como director, pero los productores estimaron que rechazaría la oferta. El papel de Michael Pierson fue ofrecido primeramente a Jeff Daniels, pero este lo rechazó y Quinn lo aceptó alegremente porque quería actuar con Gazzara, Rowlands y Sidney.
Los guionistas insistieron en que la película debía ser médicamente verdadera, se contrató a un infectólogo como consultor y la usaron para impartir información médica básica pero importante, al explicar que el VIH no se transmite por contacto casual. Quinn se realizó una prueba de detección del VIH, visitó a pacientes terminales en un hospital y asistió a su grupo de terapia.

## Recepción

### Crítica

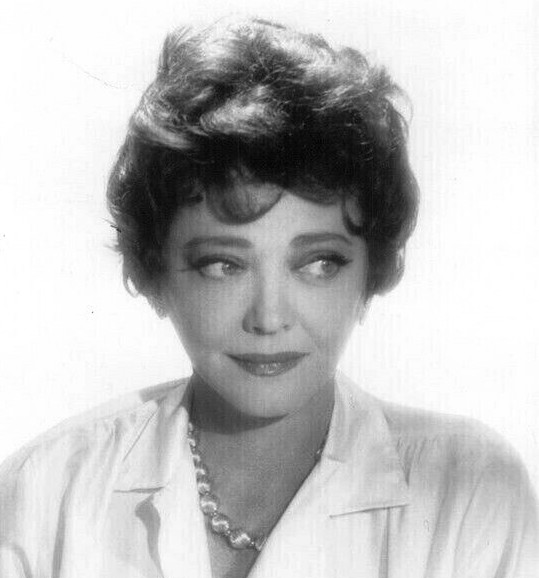
Sylvia Sidney ganó un Globo de Oro por su actuación.

Tom Shales de The Washington Post calificó al filme como «la película para televisión más importante del año».
Hubert Prolongeau, del periódico francés Libération, la aplaudió: «Tres grandes actores. Aidan Quinn primero como un abogado enfermo y la pareja estrella de Cassaverettes: Ben Gazzara y Gena Rowlands, que tienen la elegancia extrema de no exagerar. Esta inteligente y conmovedora combinación de simplicidad y activismo permite que An Early Frost sea tan fuerte».

### Premios y nominaciones
La película recibió 14 nominaciones al Emmy y ganó cuatro, incluyendo «Mejor guión para una película o miniserie». La película fue nominada a los Globos de Oro en la categoría «Mejor película para televisión» y Sylvia Sidney ganó como la «Mejor actriz de reparto en una miniserie, serie de televisión o película para televisión». En 1986, An Early Frost también ganó un Premios Peabody y un Premio del Sindicato de Directores de América.
Premios del Sindicato de Directores
- Mejor dirección de un especial dramático de televisión

Premios Emmy
- Mejor Fotografía para una Miniserie o Programa Especial
- Mejor Montaje de una Miniserie o Programa Especial
- Mejor mezcla de sonido para una miniserie o programa especial
- Mejor guion para una miniserie o programa especial

Premios Globos de Oro
- Mejor Actriz de Reparto en Serie, Miniserie o Película Realizada para Televisión (Sylvia Sidney)

Premio Peabody
- Premio Peabody 1986